# Treviglio
Treviglio és un municipi italià, situat a la regió de Llombardia i a la província de Bèrgam. L'any 2006 tenia 27.756 habitants.

## Persones
- Giuseppe Merisi, (1938), bisbe de la diòcesi de Lodi